# De waternimf in de vijver

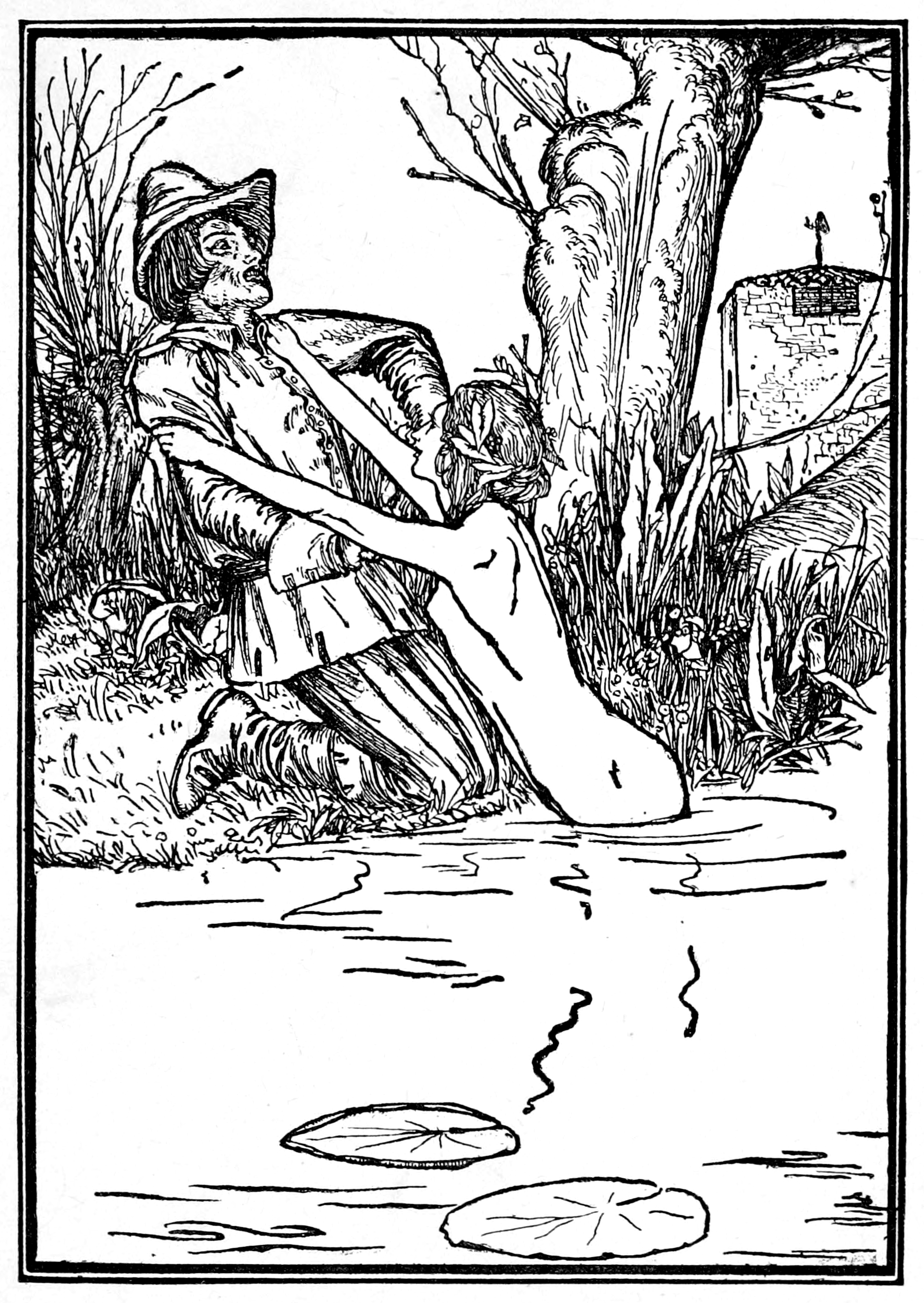
De waternimf, Grimm's Household Tales, 1912

De waternimf in de vijver of De nimf in de vijver is een sprookje uit Kinder- und Hausmärchen met volgnummer KHM181, opgetekend door de gebroeders Grimm. De oorspronkelijke naam is Die Nixe im Teich.

## Het verhaal

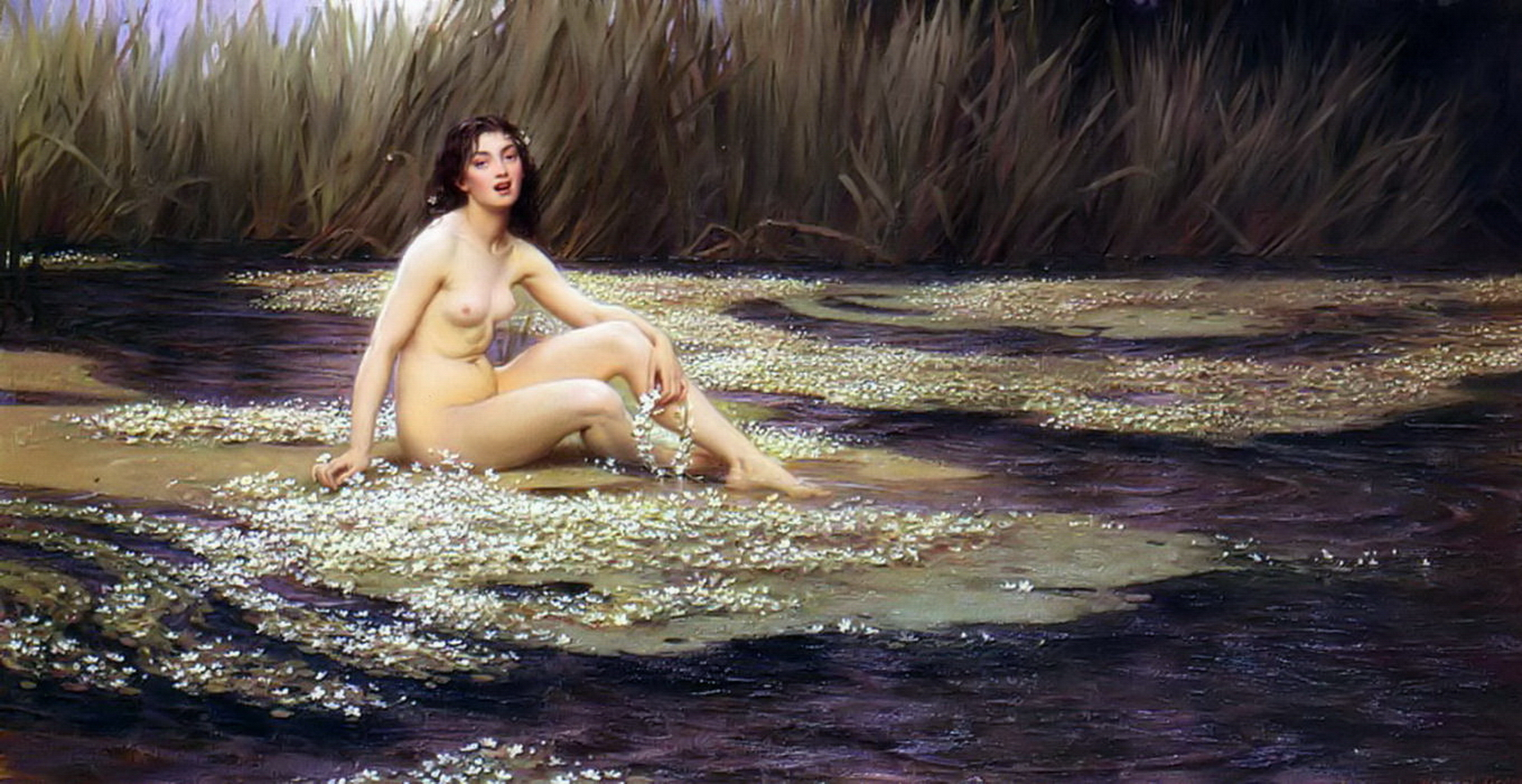
Waternimf door Herbert James Draper (1860-1920)

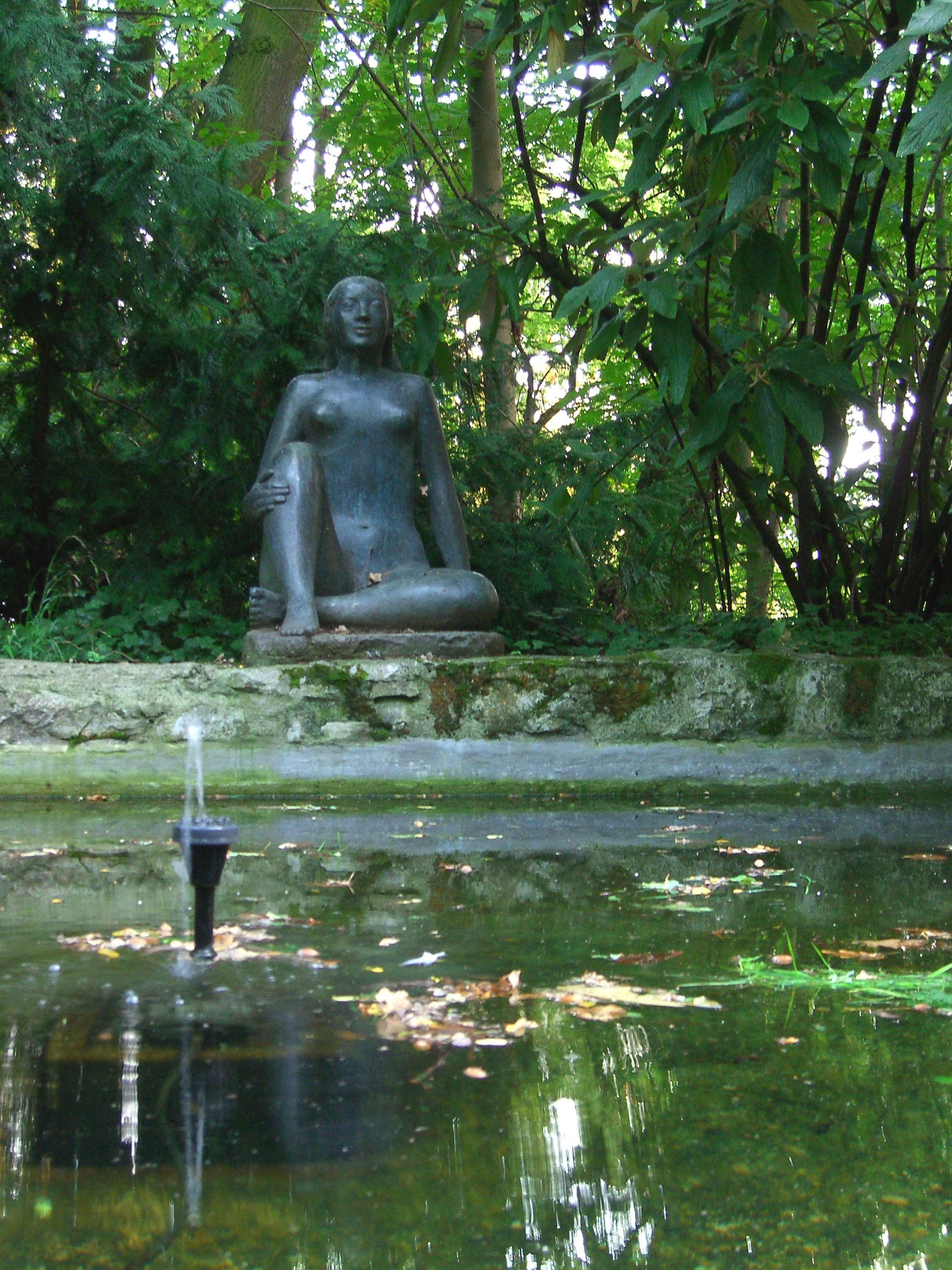
De nimf bij de vijver in Erlangen

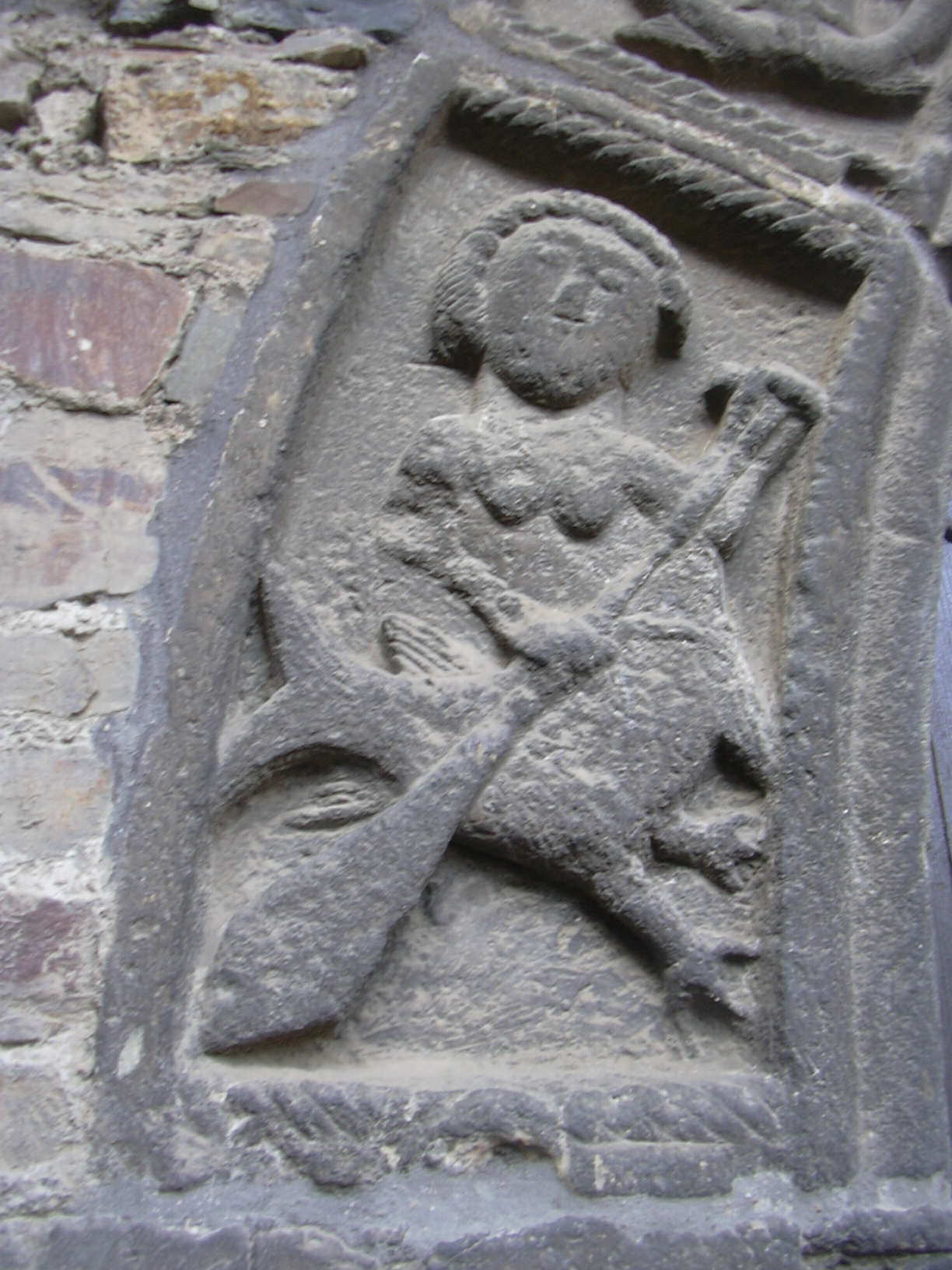
Waternimf bij een kerk in Remagen

Een molenaar en zijn vrouw worden elk jaar rijker en zijn gelukkig, maar op een dag keert het lot en ze verliezen steeds meer bezittingen. De molenaar vindt geen rust in bed. Hij ziet op een ochtend een mooie vrouw uit het water oprijzen als hij over de molendam loopt. Haar haren bedekken haar lichaam en hij weet dat het de nimf van de vijver is. Hij weet niet of hij moet weglopen of moet blijven staan en hij hoort haar mooie stem. Ze vraagt waarom hij zo bedroefd is.
De molenaar vertelt wat er is gebeurd en de nimf belooft dat hij rijker dan ooit zal worden in ruil voor het eerste wat in zijn huis geboren wordt. De molenaar denkt aan een hond of kat en belooft de nimf wat ze wil. Hij gaat naar huis en de meid vertelt dat zijn vrouw bevallen is van een jongetje. Hij vertelt zijn vrouw over de belofte en hij vraagt zich af wat hij aan geluk en rijkdom heeft als hij zijn kind moet afstaan. De familie weet geen raad en het geluk keert in huis terug, maar de molenaar kan niet genieten van de luxe. Hij laat het jongetje niet in de buurt van het water komen en hij waarschuwt over een hand die hem grijpen zal.
De jongen wordt een jongeman en komt bij een jager in de leer. De heer van het dorp neemt hem na een tijd als jager in dienst en hij krijgt een klein huisje en trouwt een mooie vrouw. Ze houden van elkaar en de jager schiet op een dag een ree, maar merkt niet dat hij bij de vijver is. Hij ontweit het dier en wil zijn handen in het water wassen, maar dan komt de nimf naar boven. Ze slaat haar natte armen om hem heen en trekt hem mee naar beneden. De vrouw wordt bang en gaat op zoek, ze ziet zijn weitas bij de oever. Ze roept naar haar man en de nimf, maar er komt geen antwoord en de waterspiegel blijft kalm. De vrouw blijft bij de vijver en ze droomt over grote rotsblokken en dorens en ranken, regen en wind. Ze ziet een groene wei vol bonte bloemen en een hutje met een oude vrouw met wit haar. Ze wordt wakker en ze beklimt de berg en alles is zoals ze droomde.
De vrouw ontvangt haar en geeft een gouden kam, waarmee ze haar zwarte haren moet kammen tijdens volle maan. Ze moet de kam op de oever laten liggen en de vrouw ziet dat een golf de gouden kam meeneemt. Het hoofd van de jager komt boven de waterspiegel en hij kijkt bedroefd naar zijn vrouw. Een tweede golf laat het gezicht verdwijnen en de vrouw gaat naar de hut na een nieuwe droom. De oude vrouw geeft een fluit en na een lied moet deze op de oever worden gelegd. De vrouw maakt muziek en ziet hoe een golf de fluit meeneemt. Het hoofd en de bovenste helft van het lichaam van de jager komen uit het water, maar een golf trekt hem naar beneden. De vrouw droomt opnieuw over de oude vrouw en ze gaat opnieuw naar de hut. De vrouw vertelt dat ze met een spinnewiel aan de oever moet zitten en ze moet de spoel vol spinnen. De vrouw ziet hoe een golf het spinnewiel meeneemt en ze ziet haar man en hij springt aan land. Hij pakt de hand van zijn vrouw en ze rennen weg, waarna de hele vijver over het land stroomt.
De vrouw roept de oude vrouw om hulp en zij en haar man veranderen in een kikker en een pad. Ze worden uiteen gesleurd en als het water zakt, krijgen ze hun menselijke gedaante terug. Ze weten niet waar ze zijn en ze gaan schapen hoeden. Na jaren komen ze elkaar weer tegen, maar ze herkennen elkaar niet in het dal. Ze blijven bij elkaar en zijn niet meer eenzaam. Als het volle maan is en de schapen rusten, pakt de herder zijn fluit en speelt een lied. De herderin huilt en zegt dat ze het lied ook speelde en het hoofd van haar man zag in een ver verleden. Dan herkennen ze elkaar en ze kussen, niemand hoeft te vragen of ze gelukkig zijn.

## Achtergronden bij het sprookje
- Het sprookje komt uit Opper-Lausitz en was opgetekend in Zeitschrift für deutsches Alterthum (1842).
- Het is een echt watersprookje met een waternimf (Nixe, een pad, een kikker en een overstroming.
- Het sprookje heeft overeenkomsten met De waternimf (KHM79).
- De overhaaste belofte komt ook voor in het Bijbelverhaal over Jefta (Richteren 11), Raponsje (KHM12), Het meisje zonder handen (KHM31), De zingende springende leeuwerik (KHM88), De koning van de gouden berg (KHM92), Hans-mijn-egel (KHM108), De drie groene twijgen (KHM206) en in Het meisje zonder handen uit Sprookjes uit de Lage landen. Ook in Het kind van Maria (KHM3) wordt een meisje weggegeven.
- Drie toverdingen komen ook voor in Tafeltje dek je, ezeltje strek je en knuppel uit de zak (KHM36), De ransel, het hoedje en het hoorntje (KHM54), De gouden gans (KHM64), De koning van de gouden berg (KHM92), De raaf (KHM93), De jood in de doornstruik (KHM110), De ijzeren kachel (KHM127) en Het klosje, de schietspoel en de naald (KHM188).
- De molenaar als vader, zie ook Het meisje zonder handen (KHM31), De roversbruidegom (KHM40), Repelsteeltje (KHM55) en De arme molenaarsknecht en het katje (KHM106).
- De behulpzame oude vrouw komt in vele sprookjes voor, bijvoorbeeld in De twaalf broeders (KHM9), De duivel met de drie gouden haren (KHM29), De roversbruidegom (KHM40), De drie vogeltjes (KHM96), De zoete pap (KHM103), De groente-ezel (KHM122), De duivel en zijn grootmoeder (KHM125), De stukgedanste schoentjes (KHM133), De ganzenhoedster aan de bron (KHM179), De ware bruid (KHM186), Het klosje, de schietspoel en de naald (KHM188) en De laars van buffelleer (KHM199).
- Gedaanteverwisseling, zie ook metamorfose (mythologie).
- Vergelijk Jorinde en Joringel (KH69), Jonkvrouw Maleen (KHM111) en IJzerhans (KHM136).
- De jacht op het ree komt ook voor in De twee broers (KHM60), De goudkinderen (KHM85) en De twee koningskinderen (KHM113).
- Verlossing door spinnen komt ook voor in De zes zwanen (KHM49) en het verdwenen Prinz Schwan. Denk ook aan de draad van Ariadne die verlossing uit het labyrint van de Minotaurus kon bieden.
- Voorspoed kan omslaan in tegenspoed, zie zegen en vloek, het Rad van Fortuin en Vrouwe Fortuna.
- Een gedaanteverwisseling op de vlucht komt ook voor in Vondevogel (KHM51), Vrijer Roland (KHM56) en De stukgedanste schoentjes (KHM133).
- Een waternimf wordt ook wel watergeest genoemd, zie ook geest. Denk ook aan de zeemeermin of sirene (halfgodin).
- Vergelijk Watramama, de vorstin van rivieren.